# Treinongeval bij Eckwersheim
Het treinongeval bij Eckwersheim was een spoorwegongeval op 14 november 2015 op de hogesnelheidslijn LGV Est bij het plaatsje Eckwersheim in de Elzas in Frankrijk. Dit deel van de in twee fasen aangelegde lijn zou volgens planning in april 2016 worden geopend. Er waren minstens 49 mensen aan boord van de (test)trein, onder wie technici en een onbekend aantal kinderen. Elf mensen kwamen om het leven. Een deel van de trein kwam terecht in het Marne-Rijnkanaal. Dit was het eerste ongeval met een TGV waarbij slachtoffers vielen.
De Franse nationale spoorwegmaatschappij SNCF hield op maandag 16 november een minuut stilte. Een dag later werd er een herdenkingsdienst gehouden in de kerk van Mundolsheim. Guillaume Pepy, bestuursvoorzitter van de SNCF, was hierbij aanwezig.

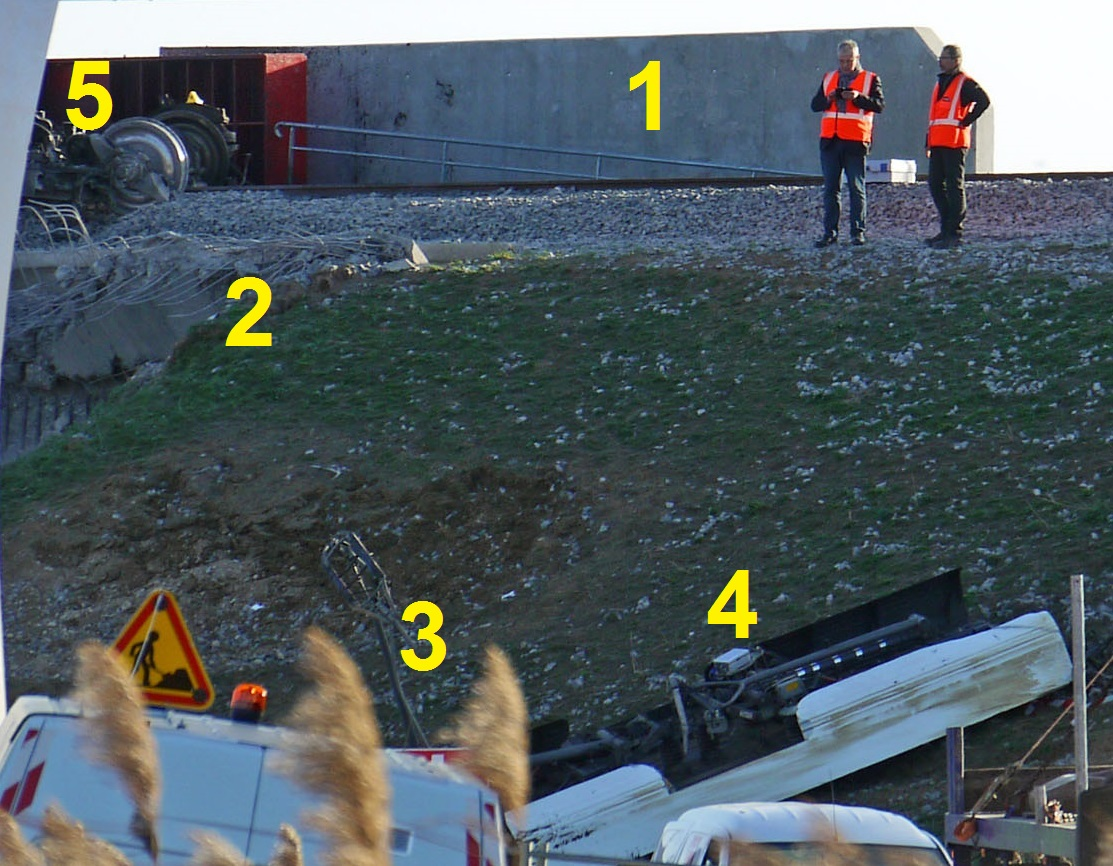
Zuidelijke borstwering intact (1), noordelijke borstwering verwoest (2), stroomafnemer (3), stuk van het krachtvoertuig (4), draaistel (5)

De testmachinist zou volgens de SNCF veel te hard hebben gereden. Bij testritten wordt de normsnelheid met 10% overschreden. In dit geval zou dat neerkomen op een rijsnelheid van 176 km/u (160 km/u + 10%). De testmachinist zou 265 km/u gereden hebben. Tijdens testritten mogen bovendien geen onbevoegde personen, zoals kinderen, meerijden.
De geplande opening van de tweede fase van LGV Est, voorzien voor 3 april 2016, werd met drie maanden uitgesteld naar 3 juli 2016. Er volgden testen met een nieuwe testtrein en nieuw testteam. Sommige testen moesten opnieuw uitgevoerd worden. Vanaf 3 julie werd de plek van het ongeval als gevolg van herstelwerkzaamheden aanvankelijk enkelsporig bereden; de volledige (dubbelsporige) ingebruikname volgde uiteindelijk in december 2016.